# Niki (співачка)
Ніколь Зефанья (нар. 24 січня 1999), відома під псевдонімом Niki, індонезійська співачка, авторка пісень та музична продюсерка.

## Життєпис та кар'єра
Ніколь Зефанья народилася 24 січня 1999 року, виховувалась у Джакарті. Виросла, слухаючи у 1990-х R&B виконавців, таких як Destiny's Child та Aaliyah через свою матір. Вона навчалася в Індонезії у школі Пеліта Харапан. У школі Зефанья завоювала популярність своїми каверами та оригінальними піснями на YouTube, набравши понад 40000 підписників. З того часу вона видалила всі свої попередні відео, але деякі з її старих пісень досі можна знайти в інтернеті.
Зефанья самостійно випустила пісні «Polaroid Boy» та «Anaheim» у 2016 та 2017 році відповідно. У 2017 році Зефанья вступила в Американську медіа-компанію 88rising, як виконавиця під власним лейблом. 2 травня 2018 року вона випустила «Vintage», свій перший сингл з майбутнього альбому. 23 травня 2018 року Зефанья випустила дебютний мініальбом Zephyr.
2019 року NIKI анонсувала дебютний альбом MOONCHILD. Але через пандемію COVID-19 його було відкладено. 24 березня 2020 року NIKI опублікувала у своєму Instagram та Twitter новий кліп, а 10 вересня вийшов альбом MOONCHILD.

## Дискографія

### Студійні альбоми
| Назван    | Докладніше                                                                                  |
| --------- | ------------------------------------------------------------------------------------------- |
| MOONCHILD | - Реліз: 10 вересня 2020 - Лейбл: 88rising, 12Tone Music - Формат: Цифрове завантаження     |
| Nicole    | - Реліз: 12 серпня 2022 - Лейбл: 88rising - Формат: Цифрове завантаження, CD, вініл, касета |

### Мініальбоми
| Назва                     | Докладніше                                                                                    |
| ------------------------- | --------------------------------------------------------------------------------------------- |
| Zephyr                    | - Реліз: 23 травня 2018 - Лейбл: 88rising, Empire Distribution - Формат: Цифрове завантаження |
| wanna take this downtown? | - Реліз: 17 травня 2019 - Лейбл: 88rising, 12Tone Music - Формат: Цифрове завантаження        |

### Сингли

#### Як головний виконавець
| Назва                     | Рік  | Альбом                    |
| ------------------------- | ---- | ------------------------- |
| «Awali Hari Dengan Cinta» | 2014 | Поза альбомом             |
| «Polaroid Boy»            | 2016 | Поза альбомом             |
| «Anaheim»                 | 2017 | Поза альбомом             |
| «See U Never»             | 2017 | Поза альбомом             |
| «I Like U»                | 2017 | Поза альбомом             |
| «Chilly»                  | 2017 | Поза альбомом             |
| «Vintage»                 | 2018 | Zephyr                    |
| «Spell»                   | 2018 | Zephyr                    |
| «Dancing with the Devil»  | 2018 | Zephyr                    |
| «Warpaint»                | 2018 | Head in the Clouds        |
| «lowkey»                  | 2019 | wanna take this downtown? |
| «Indigo»                  | 2019 | Head in the Clouds II     |

#### Як гостьовий виконавець
| Назва                                       | Рік  | Альбом             |
| ------------------------------------------- | ---- | ------------------ |
| «Little Prince» (Rich Brian спільно з Niki) | 2018 | Amen               |
| «La Cienega» Niki та Joji                   | 2018 | Head in the Clouds |
| «Plans» Niki та Vory                        | 2018 | Head in the Clouds |
| «Poolside Manor» Niki та AUGUST 08          | 2018 | Head in the Clouds |
| «I Want In» Niki та AUGUST 08               | 2018 | Head in the Clouds |

## Турне

### Цвях програми
- 88 Degrees & Rising Tour (спільно з артистами 88rising) (2018)[7]

### Розігрів
- Taylor Swift — The Red Tour (Jakarta) (2014)[8]
- Rich Brian — Тур по Австралії та Новій Зеландії (2018)[9]
- Halsey — Hopeless Fountain Kingdom World Tour (Asia) (2018)[10]